# زاویه دید (ترانه)
«زاویه دید» (انگلیسی: POV) ترانه‌ای از خوانندهٔ آمریکایی آریانا گرانده است که در ششمین آلبوم استودیویی او، موقعیت‌ها (۲۰۲۰) قرار دارد. این ترانه در ۲۳ مارس ۲۰۲۱ به رادیو پرطرفدار معاصر در ایالات متحده ارسال شد و به‌عنوان سومین تک‌آهنگِ این آلبوم شناخته شد. گرانده این ترانه را با تایلا پارکس نوشت.
پس از انتشار موقعیت‌ها، «زاویه دید» به رتبه ۴۰ بیلبورد هات ۱۰۰ ایالات متحده رسید و سپس در رتبه ۲۷ قرار گرفت. علاوه بر این، این ترانه در جدول‌های فروش ایرلند، نیوزیلند، پورتوریکو انگلو و بریتانیا به ۲۰ رتبهٔ برتر و همچنین در جدول ۱۰۰ تای برتر رولینگ استون به ده رتبهٔ برتر رسید. منتقدی در مجلهٔ نیویورک، این ترانه را یکی از بهترین اجراهای گرانده در آلبوم نامید.
ویدئویی از متن این ترانه، به کارگردانی دایرکتور اکس، در ۳۰ آوریل ۲۰۲۱ هم‌زمان با سالگرد شش ماهگی آلبوم موقعیت‌ها منتشر شد. موزیک ویدئوی اجرای زنده «زاویه دید» در ۲۱ ژوئن ۲۰۲۱ منتشر شد.